# 董國猷
董國猷（英語：Tung Kuo-yu，？年—）是中華民國外交官。他曾在2013到2017年期間，擔任駐歐盟兼駐比利時代表處的代表，亦曾擔任中華民國外交部的政務次長。